# Солом'янська районна у місті Києві державна адміністрація
 Солом'янська районна у місті Києві державна адміністрація (Солом'янська РДА) — орган виконавчої влади в  Солом'янському районі міста Києва.

## Статус
Діє на підставі Закону України «Про столицю України - місто-герой Київ» .

## Історія
30 січня 2001 року Київська міська рада затвердила Рішення N- 162/1139 «Про адміністративно-територіальний устрій м. Києва», яким було створено Солом'янський район у межах колишніх Залізничного та Жовтневого районів міста Києва. З цього часу повноваження Жовтневої та Залізничної РДА перейшли до  Солом'янської РДА.
У зв'язку з широкомасштабним вторгненням Росії 24 лютого 2022 у відповідності з Указом набула статусу військової адміністрації.

## Структурні підрозділи
- Апарат
- Архівний відділ
- Відділ адміністративно-господарського забезпечення
- Відділ бухгалтерського обліку та звітності
- Відділ ведення Державного реєстру виборців
- Відділ з питань державної реєстрації юридичних осіб, фізичних осіб – підприємців
- Відділ економіки
- Відділ з питань благоустрою та екології
- Відділ з питань внутрішньої політики та зв'язків з громадськістю
- Відділ з питань майна комунальної власності
- Відділ з питань реєстрації місця проживання/перебування фізичних осіб
- Відділ інформаційних технологій
- Відділ контролю
- Відділ муніципальної безпеки
- Відділ обліку та розподілу житлової площі
- Відділ оборонної роботи, мобілізаційної підготовки та мобілізації
- Відділ організації діловодства
- Відділ організаційно-аналітичного забезпечення
- Відділ роботи із зверненнями громадян
- Відділ торгівлі та споживчого ринку
- Відділ управління персоналом
- Сектор внутрішнього аудиту
- Сектор з питань охорони здоров'я
- Юридичний відділ
- Служба у справах дітей та сім'ї
- Управління житлово-комунального господарства та будівництва
- Управління культури
- Управління молоді та спорту
- Управління освіти
- Управління соціальної та ветеранської політики
- Управління (Центр) надання адміністративних послуг
- Фінансове управління

## Очільники
- Голова РДА — Мовенко Сергій Олександрович

## В період війни
Під час широкомасштабного вторгненням Росії 24 лютого 2022, райдержадміністрація діяла в умовах воєнного стану, оскільки територія району регулярно зазнавала ракетні та дронові атаки ворога зі значними руйнуваннями та людськими жертвами,.

### Соціальні мережі
- Сторінка У Фейсбук// Процитовано 17.1.2025